# 隆维 (科多尔省)
隆维（法語：Longvic，法語發音：[lɔ̃vi]），法国东部城市，勃艮第-弗朗什-孔泰大区科多尔省的一个市镇，隶属于第戎区，其市镇面积为10.56平方公里，2022年1月1日时人口数量为8,787人，在法国城市中排名第1,245位。
隆维位于科多尔省东部，省会第戎市区东南部，是第戎的一个近郊卫星城。

## 地名来源
“隆维”一名来源于拉丁语单词“Longovicus”，意为“长路、大路”，可能与罗马时期途径此地的里昂－朗格勒道路（Agrippa）有关。

## 历史
隆维的早期建城史尚不清楚。公元11世纪时，当地乌日河畔出现了一处水力磨坊。公元13世纪前后，隆维境内建成了一处圣伯多禄教堂（église Saint-Pierre）。法国大革命后，隆维成为科多尔省的一个市镇，彼时，隆维尚为一个普通农业村落，当地人口数量直至20世纪20年代才突破一千。二战后，隆维境内出现了工业园区及居民区，当地人口数量快速增加。

## 地理

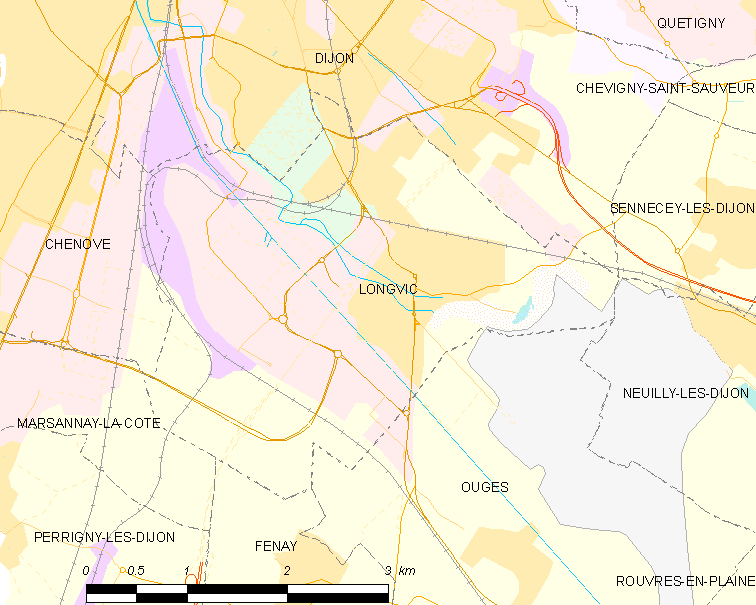
隆维市镇范围地图

隆维位于法国东部，勃艮第-弗朗什-孔泰大区中部和科多尔省东部，距离省会第戎大约5公里。与隆维接壤的市镇包括：第戎、费奈、舍诺沃、马尔萨奈拉科特、乌日、讷伊-克里莫卢瓦。

### 地形
隆维位于科多尔高原东部冲积平原腹地，境内以平原为主，市镇中心地势较为平坦，全境海拔在219到247米之间。

### 水文
隆维位于罗讷河流域，乌什河自西北向东南流经隆维市区，人工开凿的运河则从市区南部经过。

### 植被
隆维属于温带阔叶混交林区，林地广泛分布于河流附近。
在鲜花城市的评比中，隆维被评为3星级鲜花城市。

### 气候
隆维在柯本气候分类法中属于温带海洋性气候，因其距离海岸线相对较远，故当地气候又有一定的大陆性特征。

## 行政区划
隆维是法国勃艮第-弗朗什-孔泰大区科多尔省的一个市镇，编号为21355。隆维隶属于第戎区和科多尔省第三选区，管理隆维县，同时也是第戎都会区的组成部分。
法国国家统计与经济研究所（简称）在进行数据统计时，将隆维及相邻的另外14个市镇设为第戎城市核心区，并将包括核心区在内的周边共214个市镇划为第戎城市区。自2020年起，第戎城市区被包含333个市镇的第戎城市辐射区代替。此外，还将隆维市镇分为了4个“块区”（IRIS），以便于统计人口分布情况。

## 交通

### 公路
法国国道N274线（第戎环城公路东段）和多条科多尔省省道在隆维境内交汇，勃艮第-弗朗什-孔泰大区下属的城际客运提供巴士线路，可前往周边部分市镇。
| 47 | 3 |

| 第戎 | 5 |

| 克蒂尼 | 8 |

| 舍诺沃 | 7 |

2018年，78%的隆维家庭拥有至少一辆私人汽车。2019年，隆维境内共发生各类交通事故1起，造成1人受伤。

### 铁路
隆维位于第戎－瓦洛尔布铁路、第戎－蒂耶河畔伊斯铁路和第戎－圣阿穆尔铁路的交汇处，其境内未设有客运铁路车站。隆维距离第戎城站大约6.5公里，该站停靠前往巴黎及多个法国东部城市的高速列车及区域列车。

### 航空
距离隆维最近的民用航空站为多勒机场，距离隆维市中心的公路里程约47公里。

### 城市公共交通
隆维是第戎城市公共交通（商业名称为）的服务范围，后者是第戎都会区的城市公共交通系统。截至2022年11月，该系统共包括两条有轨电车线路和数十条公交线路，其中公交L6线、B18线、B21线、B22线和E40线经过了隆维市区。

## 政治

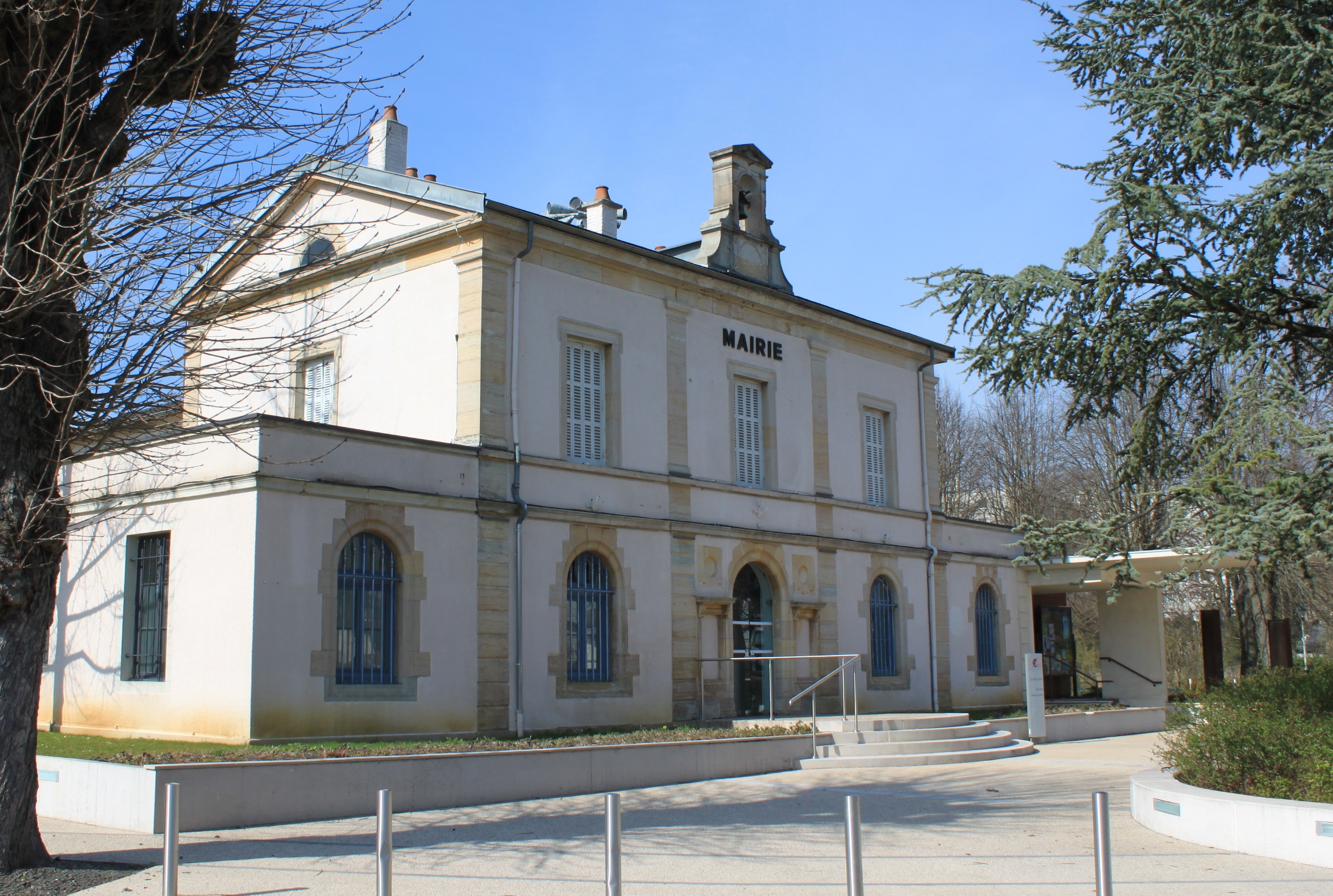
隆维市政厅

隆维的现任市长为若塞·阿尔梅达先生（José ALMEIDA），他是一名左翼无党派人士的一名成员，在2020年的市政选举中获得了80.18%的支持率。
在2022年的法国总统大选中，法国第25任总统埃马纽埃尔·马克龙在隆维获得了61.15%的支持率。

## 人口
2018年，隆维市镇人口数量为8,416，在法国排名第1,245位。其中男性4,024人，女性4,392人，75岁及以上人口占8.2%，外籍人口数量为726人，人口密度为797人/平方公里，当地居民被称为（男性）或（女性）。2019年，隆维境内出生93人，死亡人口78人。
| 隆维1901年－2019年人口变化情况 |
|                                |
| 数据来源：Cassini、INSEE       |

## 经济
隆维是第戎的一个郊区卫星城。截止2022年9月，隆维市镇范围内共有各类用人单位（包含自雇）1,245家，平均历史为14年，其中94.74%为中小型企业（PME），2022年9月至11月间，当地的经济活力指数为1.04%。（药品）、（化工产品）及（农副产品）是当地2021年营业额最高的三个企业，分别为27,512,953欧元24,570,295欧元和19,135,089欧元。

## 财政与居民收入
2020年，隆维的财政收入总额为12,623,300欧元，财政支出总额为11,050,200欧元，当年的债务总额为2,906,560欧元。2021年，隆维共获得81,463欧元的国家财政补助，比上一年减少了3.24%。
2019年，隆维的人均月收入总额为2,067欧元，其中高级职员为3,478欧元，低于法国平均水平（4,230欧元）；中级职员为2,269欧元，低于法国平均水平（2,411欧元）；普通职员为1,704欧元，低于法国平均水平（1,740欧元）。
2018年，隆维境内的青壮年（15至64岁）失业率为14.7%，当地50.9%的家庭拥有纳税资格，平均纳税2,276欧元，低于法国平均水平（3,910欧元）。

## 社会事务

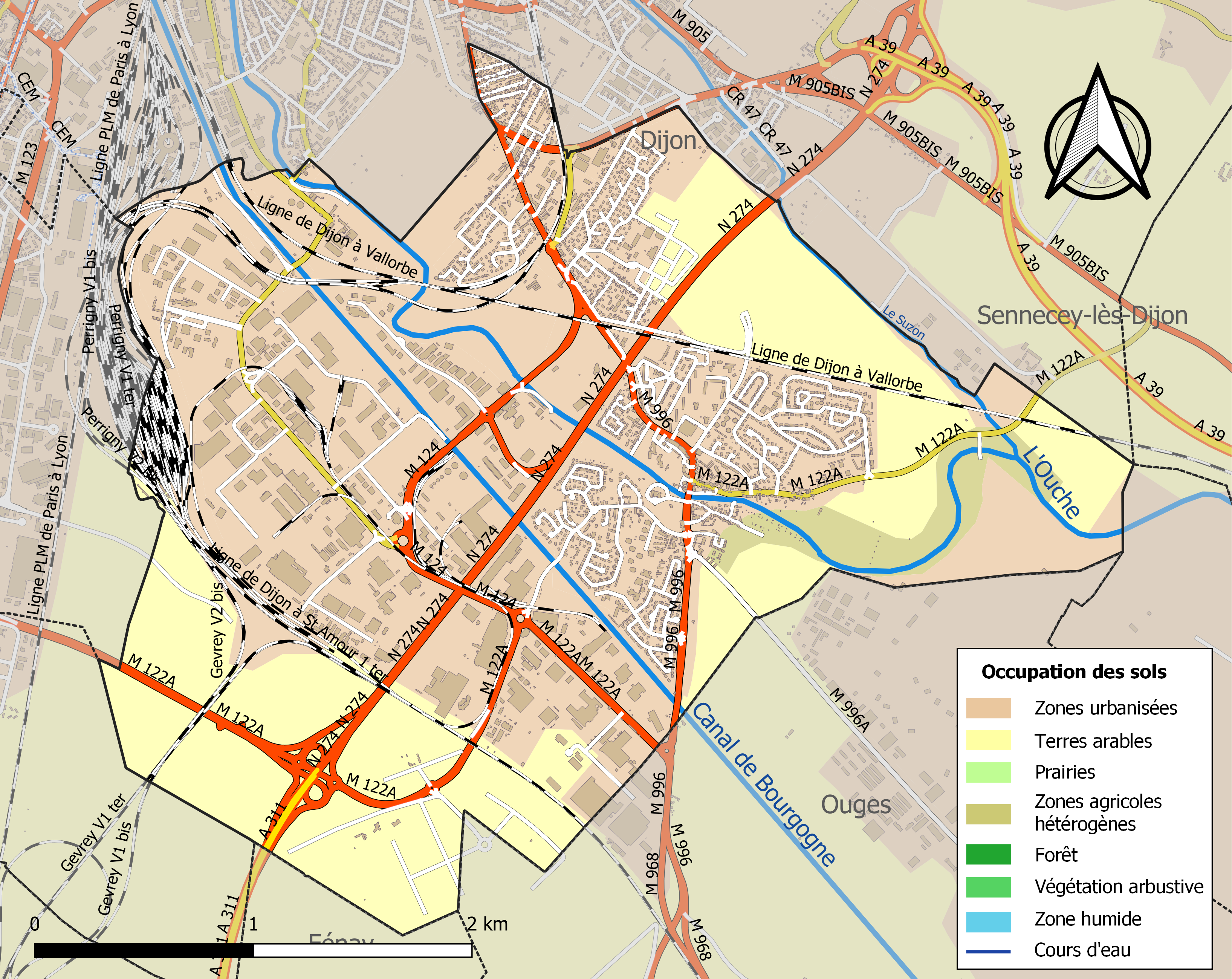
隆维土地利用情况地图

### 教育
隆维属于第戎学区。截止2020年1月1日，隆维境内共有3所幼儿园、3所小学、1所初级中学。2018至2019学年度，隆维境内共有在校中等教育阶段学生555名。

### 医疗
截止2020年1月1日，隆维境内共有全科医生8名、保健师9名、牙医3名、护士8名、助产士1名。境内共有药房3家、养老院1家。
隆维是第戎勃艮第大学中心医院的服务范围，后者是法国的一个区域性医疗机构及大学教学医院，其主病区位于第戎市区东部，距离隆维市区的正常车程约10分钟，该院设有床位919个，是当地规模最大的公立综合性医院。

### 住房
2018年，隆维境内共有各类住房4,200套，其中39.8%为独立式居民区，59.9%为集中式居民区。常住房屋占隆维市镇范围内居民建筑总量的94.1%。
在住房保障政策方面，2020年，隆维境内共有940户家庭获得了住房经济补助，受益人数占总人口数量的11.2%，其中911份为房租补助。

### 商业
2019年，隆维境内共有各类实体商铺203家，其中餐厅22家、大型超市2家、面包房8家、肉铺2家、装饰品店1家、银行门店6家、美容美发店7家、汽车维修店20家。镇中心建有一家Intermarché购物商场。

### 体育
2020年，隆维境内共有5间体育馆、1座综合体育场、6处网球场、1处马术场、3处足球或橄榄球场以及3处篮球或排球场。
截至2023年3月，隆维文化休闲联盟（Association Loisirs Culture de Longvic，编号526741）是当地唯一的注册足球俱乐部，该队成立于1973年，其主队2022至2023赛季参加勃艮第-弗朗什-孔泰大区足球联赛丙组（法国第八级别），其主场为莫里斯·科尔松球场（Stade Maurice Colson）。

### 环境
隆维的环境事务由其所属的第戎都会区负责。2019年，隆维境内共有1家污染企业。

### 治安
隆维所在地是第戎警区（zone police de Dijon）的管辖范围。2020年，该警区辖区内共5个市镇累计发生各类案件9,897起，其中盗窃类案件5,510起，经济类案件1,309起，毒品交易类案件405起。

## 文化

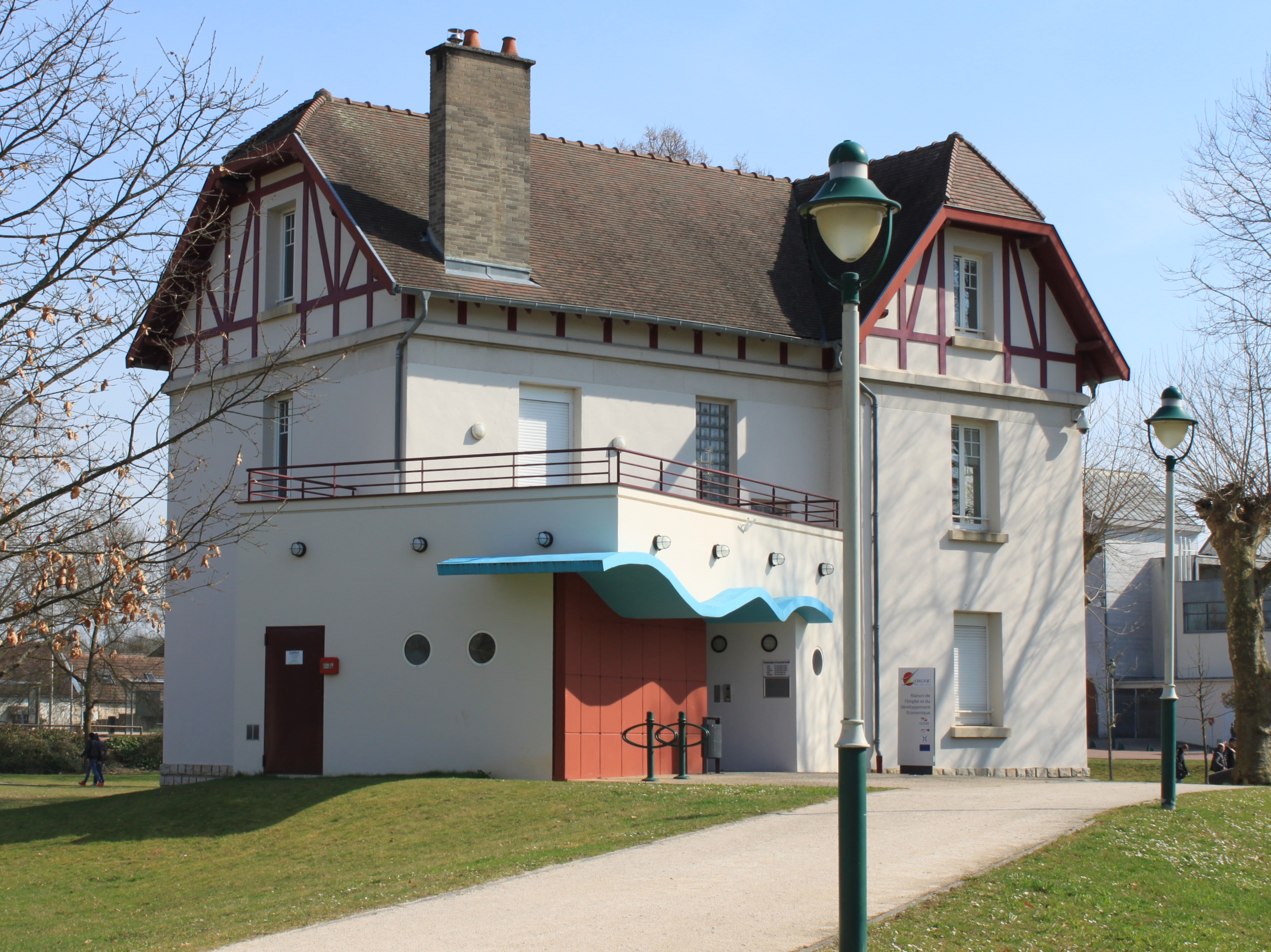
隆维境内的一处传统建筑

2020年，隆维境内暂无任何文化设施。隆维市政府提供米歇尔·埃蒂耶旺多媒体中心（Médiathèque Michel Étiévant），每周二至六向公众开放。

### 建筑
隆维境内的大部分建筑物修建于20世纪50年代以后。

### 旅游
隆维的旅游事务由其所属的第戎都会区负责。2021年，隆维境内共有3家酒店共计126间房间。

### 媒体
法国主要的媒体均可在隆维接收，法国电视三台下属的勃艮第-弗朗什-孔泰大区频道在部分时段播出隆维所属区域的地方新闻。

## 友好城市
截至2023年3月，隆维共与四座城市互为友好城市关系：
- 德国 马克斯多夫
- 比利时 弗洛雷讷
- 美国 New Holland
- 塞内加尔 Diawara